# Joan Rivers
Joan Rivers, pseudonimo di Joan Alexandra Molinsky (New York, 8 giugno 1933 – New York, 4 settembre 2014), è stata un'attrice e comica statunitense.
Attrice di cinema, teatro, conduttrice televisiva, scrittrice e autrice di album di spoken word, è considerata un'icona gay.

## Biografia

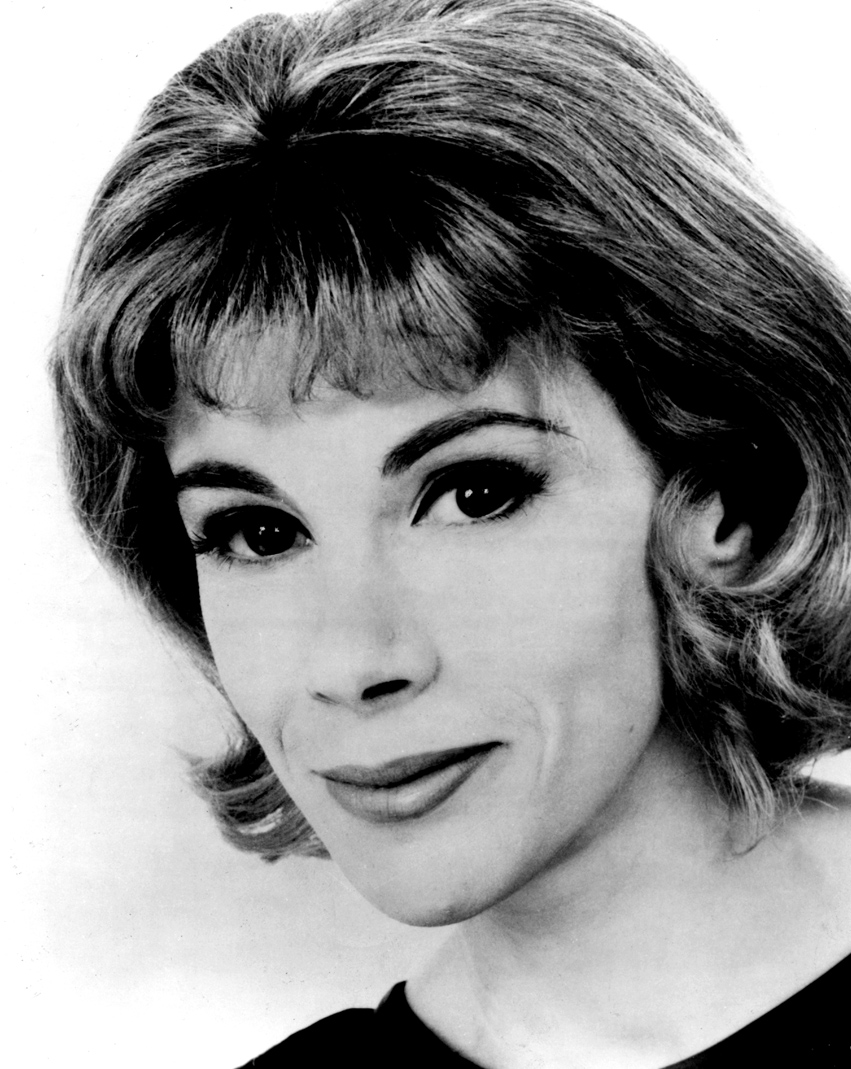
Joan Rivers nel 1967

Nasce a Brooklyn nel 1933, figlia di Beatrice (1906-1975) e Meyer C. Molinsky (1900-1985), immigrati russi di religione ebraica. Aveva una sorella maggiore, Barbara (1931-2013). Nel 1954 consegue un Bachelor of Arts in letteratura inglese e antropologia presso il Barnard College. Joan Rivers dimostra il suo brillante stile di intrattenitrice partecipando come ospite al The Tonight Show di Johnny Carson, a partire dal 1965.
In seguito diverrà presentatrice di trasmissioni di successo, quali The Late Show with Joan Rivers (1986-87) e The Joan Rivers Show (1989-1993), per cui ottiene un Daytime Emmy nel 1990. Il 28 agosto 2014, durante una operazione chirurgica di “routine”, subisce un arresto cardiaco. Dopo alcuni giorni di coma farmacologico, l'attrice muore il 4 settembre 2014 al Mount Sinai Hospital a 81 anni.

## Vita privata
Si sposa per la prima volta nel 1955, con James Sanger, ma il matrimonio viene annullato sei mesi più tardi. Il 15 luglio 1965 sposa il produttore Edgar Rosenberg, da cui ha una figlia Melissa nata nel 1968 e anch'essa attrice. Rosenberg si suicida nel 1987.

## Filmografia parziale

### Attrice

#### Cinema
- Once Upon a Coffee House, regia di Shepard Traube (1965)
- Un uomo a nudo (The Swimmer), regia di Frank Perry (1968)
- Rabbit Test, regia di Joan Rivers (1978)
- Uncle Scam, regia di Michael Levanios Jr. e Tom Pileggi (1981)
- I Muppet alla conquista di Broadway (The Muppets Take Manhattan), regia di Frank Oz (1984)
- Les Patterson Saves the World, regia di George Miller (1987)
- La signora ammazzatutti (Serial Mom), regia di John Waters (1994)
- The Intern, regia di Michael Lange (2000)
- Iron Man 3, regia di Shane Black (2013)
- TMI with Joan Rivers, regia di LP - cortometraggio direct-to-video (2011)

#### Televisione
- Candid Camera - serie TV, 4 episodi (1960)
- Una ragazza molto brutta (The Girl Most Likely to...), regia di Lee Philips - film TV (1973)
- Husbands and Wives, regia di Bill Persky - film TV (1977)
- Husbands, Wives & Lovers - serie TV, 10 episodi (1978)
- Nip/Tuck - serie TV, st. 2,3 e 6 (2003–2010)
- Perfetti... ma non troppo (Less Than Perfect) – serie TV, episodio 3x18 (2005)

- Louie - serie TV, st. 2, 1 episodio (2011)
- Joan & Melissa: Joan Knows Best? - serie TV, 34 episodi (2011-2014)
- Drop Dead Diva - serie TV, episodi 4x06-4x09 (2012)
- Fashion Police - serie TV, 183 episodi (2002-2014)

### Doppiatrice

#### Cinema
- Balle spaziali (Spaceballs), regia di Mel Brooks (1987) - Dorothy (Dot Matrix)
- Senti chi parla (Look Who's Talking), regia di Amy Heckerling (1989) - Julie
- Napoleon, regia di Mario Andreacchio (1995)
- Bisbiglio, elefantino coraggioso (Whispers: An Elephant's Tale), regia di Dereck Joubert (2000)
- Shrek 2, regia di Andrew Adamson, Kelly Asbury, Conrad Vernon (2004)

#### Televisione
- The Electric Company - serie TV (1971) - Narratrice
- Dr. Katz, Professional Therapist - serie animata, episodio 3x09 (1997)
- Dave the Barbarian - serie animata (2004) - Zonthara/Ghost Mom
- Le avventure di Piggley Winks - serie animata (2006-2007) - Shirley
- Spaceballs: The Animated Series - serie animata (2008) - Dorothy (Dot Matrix)
- Artù (Arhtur) - serie animata, episodio 12x01 (2008) - Bubbe
- I Simpson - serie animata, episodio 23x08 (2011) - Annie Dubinsky

### Regista
- Rabbit Test (1978)

## Trasmissioni televisive
- The Tonight Show Starring Johnny Carson - talk show, 1 episodio (1965)
- Saturday Night Live - varietà televisivo, episodio 8x17 (1983)
- An Audience with Joan Rivers, regia di Alasdair Macmillan - speciale TV (1984)
- The Late Show - talk show, 11 episodi (1986-1987)
- Joan Rivers and Friends Salute Heidi Abromowitz, regia di Alan Smithee - speciale TV (1988)
- The Joan Rivers Show - talk show, 27 episodi (1989-1993)
- Joan Rivers: Abroad in London, regia di Ian Hamilton - speciale TV (1992)
- CMT: 40 Greatest Done Me Wrong Songs, regia di Anne Fentress - speciale TV (2004)
- The Joan Rivers Position - talk show, 18 episodi (2004-2006)
- An Audience with Joan Rivers - speciale TV (2006)
- Joan Rivers' Straight Talk, regia di Jay Redack - speciale TV (2006)
- Joan Rivers: Before Melissa Pulls the Plug, regia di Keith Truesdell - speciale TV (2006)
- Joan Rivers: Don't Start with Me, regia di Scott L. Montoya - speciale TV (2012)
- Joan Rivers: Ugly Children, regia di Ryan Scott Wick - speciale TV (2013)
- Joan Rivers: Reality TV, regia di Ryan Scott Wick - speciale TV (2013)
- In Bed with Joan - talk show (2013)

## Discografia

### Album in studio
- 1963 - Heaven On $5 A Day (con Marc London, Pat McCormick e Rhoda Brown)
- 1965 - Mr. Phyllis and Other Funny Stories
- 1969 - The Next To Last Joan Rivers Album
- 1983 - What Becomes a Semi-Legend Most?
- 2013 - Don't Start With Me

### EP
- 1983 - Excerpts From "What Becomes A Semi-Legend Most?" (promo)
- ''The Next To Last Joan Rivers Album (promo)

### Singoli
- 1960 - Adam and Eve/Little Mozart (con Sandy Baron)
- 1972 - Happy Birthday, Virginia
- 1972 - Happy Birthday, Kathy

## Videografia
- Shopping for Fitness (1996)
- Joan Rivers: (Still A) Live at the London Palladium, regia di Steve Kemsley (2005)

## Libri (parziale)
- (EN) Still Talking, Random House, 1991, ISBN 0394579917.
- (EN) I Hate Everyone... Starting with Me, Berlkey, 2012, ISBN 0425248305.
- (EN) Diary of a Mad Diva, Berkley, 2014, ISBN 0425269027.

## Riconoscimenti (parziale)
Daytime Emmy
- 1990 - Miglior presentatore di talk/service show per The Joan Rivers Show
- 1991 - Candidatura come Miglior scrittore - classe speciale per The Joan Rivers Show
- 1991 - Candidatura come Miglior presentatore di talk/service show per The Joan Rivers Show
- 1992 - Candidatura come Migliori risultati nella scrittura - classe speciale per The Joan Rivers Show
- 1992 - Candidatura come Miglior presentatore di talk/service show per The Joan Rivers Show
- 1993 - Candidatura come Migliori risultati nella scrittura - classe speciale per The Joan Rivers Show
- 1993 - Candidatura come Miglior presentatore di talk/service show per The Joan Rivers Show
- 2009 - Candidatura come Miglior interprete in un programma di animazione per l'episodio Is That Kosher?/Never Never Never della serie animata Artù

Grammy Award
- 1984 - Candidatura come Miglior registrazione di una commedia per What Becomes A Semi-Legend Most?
- 2015 - Miglior album spoken word per Diary Of A Mad Diva (condiviso con Jared O'Connell, Nikki Banks e Diane Mckiernan)

Walk of Fame
- 1989 - Televisione, al 7000 di Hollywood Blvd.

## Doppiatrici italiane
Nelle versioni in italiano delle opere in cui ha recitato, Joan Rivers è stata doppiata da:
- Emanuela Rossi in Balle spaziali, I Simpson
- Rita Savagnone in Drop Dead Diva
- Paila Pavese in Nip/Tuck (ep. 2x01)
- Flavia Fantozzi in Nip/Tuck (ep. 3x07, 6x17)